# NGC 250
NGC 250 је лентикуларна галаксија у сазвежђу Рибе која се налази на NGC листи објеката дубоког неба.
Деклинација објекта је + 7° 54' 36" а ректасцензија 0h 47m 16,0s. Привидна величина (магнитуда) објекта NGC 250 износи 13,8 а фотографска магнитуда 14,7. NGC 250 је још познат и под ознакама UGC 487, MCG 1-3-2, CGCG 410-5, IRAS 00446+0738, PGC 2765.